# Томашевич Володимир Антонович
Володимир Антонович Томашевич (22 лютого 1899, місто Мінськ, тепер Республіка Білорусь — 8 жовтня 1983, місто Мінськ, тепер Республіка Білорусь) — білоруський радянський діяч, вчений-економіст, секретар ЦК КП(б) Білорусії, ректор Білоруського державного університету імені Леніна. Депутат Верховної ради Білоруської РСР. Кандидат економічних наук (1953), доцент (1939), професор (1946).

## Життєпис
Народився в робітничій родині. З п'ятнадцяти років працював набірником у друкарні Лібаво-Роменської залізниці.
З 1918 до 1921 року служив у Червоній армії, учасник Громадянської війни в Росії.
Член РКП(б) з 1918 року.
У 1921—1924 роках — слухач Комуністичного університету імені Свердлова в Москві, здобув спеціальність «Адміністративне право».
У 1924—1926 роках — завідувач культурно-пропагандистського відділу Артемівського міського комітету КП(б) України.
У 1926—1928 роках — заступник завідувача агітаційно-пропагандистського відділу Одеського окружного комітету КП(б) України.
У 1929—1932 роках — завідувач навчальної частини (заступник директора з навчальної частини) та завідувач кафедри радянської економіки Мінського комуністичного університету імені Леніна.
У 1932—1934 роках — завідувач відділу агітації та масових кампаній Гомельського міського комітету КП(б) Білорусії.	
У 1937 році закінчив Інститут Червоної професури.
У 1937—1938 роках — завідувач відділу пропаганди та агітації Калінінського обласного комітету ВКП(б).
У 1938—1941 роках — завідувач кафедри політичної економії Всесоюзного заочного фінансово-економічного інституту в Москві.
З 1941 до 1942 року служив у Червоній армії, учасник німецько-радянської війни. У 1942 році був поранений, лікувався у військовому госпіталі.
У 1942—1944 роках — доцент кафедри політичної економії Московського інституту інженерів залізничного транспорту.
У 1944—1946 роках — секретар Мінського обласного комітету КП(б) Білорусії. Одночасно був завідувачем кафедри політекономії Мінського державного педагогічного інституту.
У 1946—1948 роках — ректор Білоруського державного університету імені Леніна.
19 лютого 1949 — 3 червня 1950 року — секретар ЦК КП(б) Білорусії, курував питання пропаганди та агітації.
У 1951—1954 роках — завідувач кафедри політичної економії Білоруського державного університету імені Леніна.
У 1953 році захистив кандидатську дисертацію на тему «Соціалістична індустріалізація БРСР».
З 1954 до 1956 року навчався в докторантурі в Москві. 
У 1956—1965 роках — завідувач кафедри політичної економії Білоруського державного університету імені Леніна.
З 1965 до 1974 року працював доцентом кафедри політичної економії Білоруського державного університету імені Леніна. Досліджував процес індустріалізації народного господарства Білорусії. Опублікував понад 30 наукових статей.
З 1974 року — персональний пенсіонер у Мінську.
Помер 8 жовтня 1983 року в Мінську. Похований на Східному цвинтарі міста Мінська.

## Основні праці
- Про деякі питання економіки Білорусії у дореволюційний період // Вчені записки БДУ. Мінськ, 1957.
- Соціалістична індустріалізація в БРСР під час першої п'ятирічки // Збірник статей з політичної економії. Мінськ, 1957.
- Народне господарство БРСР (1920-1927) // Збірник статей з економічних питань. Мінськ, 1962.
- Соціально-економічні результати соціалістичних перетворень економіки БРСР (1928-1937) // Про економічні проблеми переходу від соціалізму до комунізму. Мінськ, 1961.

## Нагороди та відзнаки
- орден Леніна
- медалі